# Fool for Love
Fool for Love er et skuespil af og med Sam Shepard, der blev nomineret til Pulitzer dramaprisen i 1984. Skuespillet handler om de tidligere elskere May og Eddie, der møder hinanden igen på et motel i ørkenen.